# Moloch Tropical
Moloch Tropical  es una película del año 2009.

## Sinopsis
En la protección que ofrece una fortaleza-palacio colgada en la cima de una montaña, el presidente elegido democráticamente, rodeado por sus colaboradores más próximos, se prepara para celebrar una cena de gala conmemorativa a la que asistirán varios dignatarios y jefes de Estado extranjeros. El día de la cena se despierta y descubre que el país se ha sublevado. La situación empeora durante el día, la rebelión asola los barrios populares y los invitados se disculpan por no poder asistir. Después de consultar con sus colaboradores, el presidente decide dar una lección a los manifestantes y mandarles a su milicia privada: una hueste de brutos vestidos de negro, los “moloch”.

## Premios
- Sídney 2010